# Diann Roffe
Diann Roffe (East Burke, 24 maart 1963) is een Amerikaans oud-alpineskiester.

## Palmares

### Olympische winterspelen
- Albertville (1992)
  - Zilveren medaille in de reuzenslalom
- Lillehammer (1994)
  - Gouden medaille in de super G

### Wereldkampioenschap
- Bormio (1985)
  - Gouden medaille in de reuzenslalom